# Andreas Brännström
Karl Thomas Christian Andreas Brännström (Stoccolma, 10 maggio 1976) è un allenatore di calcio ed ex calciatore svedese di ruolo centrocampista, tecnico del Mladá Boleslav.

## Carriera

### Giocatore
La sua carriera da giocatore è iniziata nel Brommapojkarna, club in cui è anche cresciuto. In prima squadra ha giocato quattro campionati, tutti nella seconda serie nazionale. Ha poi militato in terza serie con il Café Opera nel 1997, quindi si è trasferito al Sirius in seconda serie nel 1998, in una stagione che ha dovuto in parte saltare per via di un infortunio. In nerazzurro è rimasto per una seconda annata, prima di terminare la carriera con il biennio all'Enköpings SK sempre nella seconda serie nazionale.

### Allenatore
Brännström ha cominciato a lavorare da allenatore del Sirius nelle vesti di tecnico delle giovanili, tuttavia a partire dal maggio 2008 (a seguito dell'esonero di Pär Millqvist e del suo assistente Gary Sundgren) è andato a formare un tandem alla guida della prima squadra insieme al nuovo capo allenatore Johan Mattsson. Per buona parte della stagione 2009 è stato invece assistente di Jens T Andersson, poi quest'ultimo è stato esonerato nel settembre 2009 e Brännström è stato promosso a capo allenatore. Nelle poche giornate rimanenti di lì al termine della Superettan 2009, la sua squadra non è riuscita a evitare la retrocessione. Confermato, nel 2010 ha chiuso il campionato al secondo posto, perdendo però i due spareggi contro lo Jönköpings Södra che avrebbero riportato il club in seconda serie. La stagione 2011 si è invece conclusa al terzo posto, ad un punto di distanza dalla vetta. A fine anno, il suo contratto non è stato rinnovato dalla dirigenza.
Nell'aprile del 2013, nella settimana in cui iniziava il campionato, è stato chiamato a prendere il posto del partente estone Valeri Bondarenko come nuovo tecnico dell'AFC United, squadra di terza serie che ha poi chiuso al decimo posto nel girone nord.
A partire dal campionato 2014 ha guidato il Dalkurd. Dopo una prima stagione in cui ha ottenuto un terzo posto, l'anno seguente ha condotto la società alla sua prima storica promozione in Superettan, avendo dominato il girone nord della Division 1 2015 con 13 punti di distacco sulla seconda in classifica. Nonostante ciò, complici alcune divergenze con la dirigenza, non ha rinnovato il proprio contratto in scadenza. Ha così trascorso l'annata 2016 lavorando con le formazioni Under-19 e Under-21 dell'Hammarby. La sua permanenza in biancoverde è durata solo un anno, complice la sua volontà di fare ritorno al vecchio club.
Nel 2017 è tornato dunque a sedere sulla panchina del Dalkurd, inizialmente in coppia con il suo ex assistente Poya Asbaghi. Dopo sette giornate, tuttavia, la società ha esonerato Asbaghi, lasciando il solo Brännström nel ruolo di capo allenatore. A fine campionato, il Dalkurd si è classificato secondo nella Superettan 2017, conseguendo una nuova storica promozione che ha portato per la prima volta il club nella massima serie svedese. Anche in questo caso, però, non è stato lui a guidare la squadra nella nuova categoria: il 18 gennaio 2018 infatti il Dalkurd ha comunicato sul proprio sito il licenziamento di Brännström, il quale nel frattempo sarebbe stato in trattative avanzate con l'IFK Göteborg, poi sfumate.
Nell'agosto del 2018, a campionato in corso, ha accettato l'offerta di diventare il nuovo tecnico dello Jönköpings Södra. Nel momento in cui egli è arrivato, la squadra era undicesima dopo 18 giornate, piazzamento poi mantenuto a fine stagione. Nel 2019 la squadra ha chiuso al quarto posto in classifica a due punti di distanza dal piazzamento utile per gli spareggi promozione, mentre nel 2020 gli spareggi li ha effettivamente raggiunti grazie al terzo posto, salvo però perdere il doppio confronto contro il Kalmar.
Brännström ha poi iniziato la sua prima parentesi all'estero nel giugno del 2020, quando è diventato assistente di Jens Gustafsson che a sua volta era stato nominato tecnico dei croati dell'Hajduk Spalato. I due, così come il connazionale preparatore atletico Torbjörn Arvidsson, sono stati esonerati il successivo 1º novembre.
In vista della stagione 2022, Brännström è stato chiamato ad allenare il Mjällby, iniziando di fatto la sua prima parentesi in carriera nel campionato di Allsvenskan. Ha condotto la squadra al nono posto in classifica, frutto di 11 vittorie, 10 pareggi e 9 sconfitte.
L'8 novembre 2022, a due giorni di distanza dalla fine del campionato di quell'anno, è stata ufficializzata la scelta da parte della dirigenza dell'AIK di affidare a Brännström la panchina del club per le successive tre stagioni, dal 2023 al 2025. La sua permanenza, tuttavia, è durata solo pochi mesi. Alla pausa estiva dell'Allsvenskan 2023, infatti, la squadra occupava il penultimo posto con soli 7 punti ottenuti nelle prime 12 giornate. Il 1º luglio, alla ripresa del torneo, è arrivata una vittoria, ma all'indomani di questa partita Brännström è stato comunque esonerato e sostituito da Henning Berg.